# Svibanjska deklaracija
Svibanjska deklaracija, poznata i kao Bečka ili Majska, programatska je izjava narodnih zastupnika Jugoslavenskog kluba u Carevinskom vijeću, parlamentu austrijskog dijela Austro-Ugarske. Pročitao ju je predsjednik Jugoslavenskog kluba Anton Korošec, 30. svibnja 1917., u Carevinskom vijeću, u Beču, i u njoj je bio sadržan program ujedinjenja svih Južnih Slavena u okviru austrijske monarhije, trijalistički uređene, s dinastijom Habsburg na čelu. U izjavi se tražilo "na temelju narodnog načela i hrvatskog državnog prava" ujedinjenje svih zemalja u kojima žive Slovenci, Hrvati i Srbi u jedno državno tijelo, tada još uvijek u okvirima Monarhije. Deklaracija je potaknula političku djelatnost i daljnje rasprave o ujedinjenju, pa je u sljedećih godinu i pol većina potpisnika evoluirala u stajalištu te se zauzimala za zajednicu južnoslavenskih zemalja Austro-Ugarske s Kraljevinom Srbijom.

## Jugoslavenski klub i donošenje Deklaracije
Svibanjsku ili, kako su je suvremenici zvali, Bečku deklaraciju donijeli su hrvatski zastupnici iz Dalmacije i Istre udruženi sa slovenskim zastupnicima te dvojicom Srba iz Bosne
i Hercegovine u Jugoslavenski klub u Carevinskom vijeću, koje je bilo parlament austrijske polovice Austro-Ugarske Monarhije. Na prvoj sjednici Carevinskog vijeća od početka Prvoga svjetskog rata, 30. svibnja 1917. godine, oni su dali izjavu koja je bila jedna od niza izjava koje su toga dana dali klubovi čeških, poljskih i ukrajinskih zastupnika o uvjetima pod kojima će dati potporu novoj austrijskoj vladi Ernsta Seidlera, a u uvjetima koji su, s obzirom na ulazak Amerike u rat, kao i na duboke krize unutar Monarhije, u područjima gospodarskih i socijalnih, a posebno međunacionalnih odnosa zahtijevali hitne reforme.
| Zastupnici Jugoslavenskoga kluba, na temelju narodnog načela i hrvatskoga državnog prava, zahtijevaju ujedinjenje svih zemalja u Monarhiji, u kojima žive Slovenci, Hrvati i Srbi, u jedno samostalno, od svakoga gospodstva tuđih naroda slobodno i na demokratskoj podlozi osnovano državno tijelo, pod žezlom habsburško-lorenske dinastije, te izjavljuju da će se svom snagom zauzimati za ostvarenje zahtjeva svoga jednoga te istog naroda.— Svibanjska deklaracija |

Slovo te deklaracije govori o rješenju južnoslavenskog pitanja unutar Austro-Ugarske Monarhije — trijalistički uređene personalne unije, no njezin duh već su i suvremenici tumačili u separatističkom smislu. »Žezlo habsburške dinastije« u njoj je poput »smokvina lista« skovalo stvarnu namjeru koja se nije mogla izreći, a da ne bude tretirana kao veleizdajnički čin.

## Reagiranja na Deklaraciju u Hrvatskom saboru
Svibanjska deklaracija 1917. godine, zastupnika austrijskog parlamenta iz Slovenije, Dalmacije i Istre kojom se zahtijeva konstitucija južnoslavenske države u sklopu Habsburške Monarhije, izazvala je gotovo jednodušnu potporu u Hrvatskom saboru. Na sjednici Sabora 13. srpnja 1917. godine, Starčevićeva stranka prava-milinovci (SSP) je zatražila “da se sve hrvatske zemlje i svi dijelovi hrvatskog naroda ujedine na temelju historijskog državnog prava u jedinstvenu hrvatsku državu od Triglava do Drine pod žezlom... Habsburške dinastije”. Čak je i srpski prvak Srđan Budisavljević, iz Hrvatsko-srpske koalicije, podržao tu ideju rekavši da se “Slovenci, Hrvati i Srbi ujedine u ... nezavisno državno tijelo...”. Stjepan Radić je izjavio kako Svibanjska deklaracija “znači najsretniju i najpotpuniju formulu našeg ... državno-pravnog demokratskog programa...”, dodavši da se ta ideja može ostvariti u Monarhiji, ali “ako to ne bude moguće onda ćemo to provesti i bez nje”. Živko Petričić u ime SSP-a, tumači Svibanjsku deklaraciju kao zahtjev za “uspostavu hrvatske države”, a ne “neke jugoslavenske države...”. Na zasjedanju Sabora 3. kolovoza 1917. godine ponovno se raspravljalo o budućnosti Hrvatske. Stjepan Radić je izlagao kako je Antanta bila pristala na “Veliku Srbiju”, ali da je ruska revolucija donijela “novo svjetlo” koje daje nadu da se granice u srednjoj Europi neće mijenjati, pa će zato “u monarhiji biti Kraljevina Hrvatska slobodna i ujedinjena”, a izvan Monarhije obnovit će se Srbija i ostati Bugarska.
Kao refren, na sjednici Sabora 9. kolovoza 1917. milinovac Dragutin Hrvoj ponavlja: “... Starčevićeva stranka prava traži ujedinjenje svih slavenskih zemalja na jugu monarhije Habsburga u jedno jedinstveno državno-pravno tijelo, u državu Hrvatsku, na temelju hrvatskog državnog prava i u ime načela narodnosti, uz potpuno respektiranje svih vjersko - kulturnih individualiteta... Starčevićanci ... kao predstavnici jugoslavenske ideje ne tražimo hegemoniju niti nad Slovencima, niti nad Srbima... nego politički paritet, potpunu jednakost sviju u svakom pogledu...”. Frankovac Aleksandar Horvat je 10. kolovoza 1917. oštro napao jugoslavenstvo Starčevićeve stranke prava povezujući ga s velikosrpskim jugoslavenstvom A. Belića, J. Banjanina, F. Potočnjaka i M. Marjanovića, rekavši da je “jugoslavenska ideja pogibeljna” sa stajališta “čistog hrvatstva”. Na zasjedanju Sabora 25. rujna 1917. Stjepan Radić je evoluirao u svojim stavovima, rekavši: “Danas smo mi još svi jednodušni... naročito radi držanja Italije... kao i radi srpske vanjske politike” da se “ujedinjenje Hrvata, Srba i Slovenaca, ne dirajući u Srbiju i Crnu Goru, može provesti u monarhiji, ali ako se bude ovako dalje s nama radilo, ja ću biti prvi, koji se neću bojati vješala i koji će vikati: dolje Habsburg”.
Vođa milinovaca, Ante Pavelić (stariji), na sjednici Sabora 3. prosinca 1917. oštro je napao austrougarskog ministra vanjskih poslova, oduzimajući mu pravo da govori u ime Slavena Monarhije, naroda koji čine većinu u državi. U ovomu dramatičnom povijesnom trenutku Stjepan Radić je uzimao u obzir i Rusku revoluciju i Lenjina koji su ga se duboko dojmili. Nije odobrio brutalnosti prema svrgnutoj vladajućoj klasi, ali je rekao: “...neće više biti gospodujućih i podložnih naroda, neće više biti na jednoj strani spahija, a na drugoj kmetova, nego će svi narodi biti posve jednaki... bez obzira na to jesu li veliki ili mali...”, nastavivši “Ruska revolucija je promijenila temelje međunarodnog prava... koje će osigurati slobodu i sreću svakome iole svjesnom i slobodnom narodu...”. Radić, čovjek velikih emocija i impresija, očigledno se zalijetao, ali je i u ovom velikom događaju vidio nove mogućnosti borbe za svoj populistički seljački pokret. Zbog velikog značenja, treba spomenuti da je Sabor 19. prosinca 1917. usvojio Zakon o uvođenju općeg, izravnog i tajnog prava glasa za parlamentarne izbore. Jedino su frankovci (Čista stranka prava)  kritizirali zakonski članak o izbornim kotarima jer je omogućavao Srbima pobjedu u gotovo polovini izbornih jedinica.